# Собичский сельский совет (Шосткинский район)
Собичский сельский совет (укр. Собицька сільська рада) — входит в состав
Шосткинского района
Сумской области
Украины.
Административный центр сельского совета находится в 
с. Собич
.

## Населённые пункты совета
- с. Собич
- с. Лесное